# Svend svéd király
Svend Kolsson vagy Áldozó Svend (svédül: Blot-Sven), (1050 k. – 1087) 1084-től haláláig a svédek királya.

## Élete
A róla szóló adataink főleg legendákból és költeményekből maradtak ránk, mivel ebben az időben még nem volt hivatalos történetírás Észak-Európában.
Egyes források állítása szerint Sven Vörös Haakon egyik fia lehetett. Sok szakember azonban ezt nem tartja valószínűnek, mivel ez azt jelentené, hogy Sven és nagynénje házasok voltak. Más források szerint Sven Kol östergötlandi vezér fia lehetett.
Sven az 1050-es években születhetett. Felesége Stenkil Ragnvaldsson egyik leánya volt.
Sven elődje, I. Inge mélyen hívő keresztény volt. Inge a birodalmi gyűlés (ting) előtt kijelentette, hogy nem hajlandó pogány módra áldozni, ezzel veszélybe sodorva saját királyi címét. Mivel Inge nem változtatott álláspontján, trónkövetelőként feltűnt Sven, (más forrásokban Sverker) nevű sógora, aki kijelentette, ő hajlandó az áldozatra, ha királlyá választják. A tanács elfogadta a javaslatot, és Svent svéd királlyá választották. Innen ered királyi mellékneve, Áldozó Sven
Az áldozati ceremónia Strängnäsben zajlott és az egyik templomi legenda is részletezi, mely azonban néhány száz évvel későbbről származik. A ceremónia során ökröket és bárányokat áldoztak pogány isteneknek. Az áldozati szertartás során lépett fel egy Eskil nevű szerzetes, aki megpróbálta jobb belátásra téríteni a pogány szertartások híveit és visszatéríteni őket a kereszténységre. A résztvevők erre megkövezték a szerzetest, akit az egyház szentté avatott.
1087 körül I. Inge Västergötlandba utazott, ahol a továbbiakban is királyként fogadták el. Innen egy sereggel kiindulva vonult a Régi Uppsala vidékére, ahol felgyújtották Áldozó Sven rezidenciáját. Sven megpróbált menekülni, azonban Inge megelőzte és megölte.
Inge ezt követő uralkodása a közép-svéd területeken ezek után még egy évig vitatott maradt, mivel a svédek Sven fiát, (IX.) Eriket választották királlyá. Ennek halála után I. Inge felgyújtatta az uppsalai pogány templomot, mellyel az óészaki hitvilág végét hozta.

## Fordítás
- Ez a szócikk részben vagy egészben  a   Sven (Schweden) című német Wikipédia-szócikk ezen változatának fordításán alapul.  Az eredeti cikk szerkesztőit annak laptörténete sorolja fel. Ez a jelzés csupán a megfogalmazás eredetét és a szerzői jogokat jelzi, nem szolgál a cikkben szereplő információk forrásmegjelöléseként.

## Külső hivatkozások
- Bengans historiasidor (svéd nyelven). Wadbring.com
- https://runeberg.org/nfbc/0419.html